# Ultracoelostoma dracophylli
Ultracoelostoma dracophylli är en insektsart som beskrevs av Morales 1991. Ultracoelostoma dracophylli ingår i släktet Ultracoelostoma och familjen pärlsköldlöss. Inga underarter finns listade i Catalogue of Life.